# 全国高校生囲碁チャンピオン大会
全国高校生囲碁チャンピオン大会（ぜんこくこうこうせいいごちゃんぴおんたいかい）は、囲碁のアマチュア棋戦で2009年より高校生（在学していなくとも、浪人していない学生に該当する年齢は対象）を主対象とし行われている。第一回は谷岡一郎大阪商業大学学長杯、第二回は大阪商業大学杯が冠せられ、全国こども囲碁普及会が主催していることより、高校生版ジュニア本因坊戦と呼ばれる。
- 主催 全国こども囲碁普及会
- 共催 大阪商業大学
- 後援 関西棋院、日本棋院
- 主管 関西棋院

## 方式
- 各ブロック（北海道・東北・神奈川・静岡・中部・関西・中国・山陰・四国（2回より）・九州（2回より））の代表及び主催者推薦された、高校1年生から3年生相当の16名によって争われる。
- 個人戦はスイス方式によるリーグ戦。オール互先、先番6目半コミ出しで得点の高い順に順位が決められる。

## 歴代優勝者
| 回次 | 年度 | 優勝者                          |
| ---- | ---- | ------------------------------- |
| 1    | 2009 | 山下寛 日本大学三島高校（静岡） |
| 2    | 2010 | 夏冰 京都市立西京高校（関西）   |